# Visitação (Perugino)
Visitação é uma têmpera sobre pintura de painel geralmente atribuída a Perugino, executada entre 1472 e 1473, atualmente na Galleria dell'Accademia em Florença. Um trabalho inicial do artista da mesma época que Natividade da Virgem, enquanto ele ainda era fortemente influenciado por Andrea del Verrocchio, provavelmente originou-se como parte da predella para um retábulo perdido.
A pintura mostra a Visitação, com a mãe da Virgem Maria, Sant'Ana, à esquerda. No fundo esquerdo está São Francisco de Assis recebendo os estigmas e no fundo direito está o padroeiro de Florença, São João Batista - isso pode indicar que o retábulo perdido foi destinado a um mosteiro franciscano em Florença, como a Basílica de Santa Cruz.
Há um debate sobre a atribuição da pintura a Perugino - Mackowsky, Raimond Van Marle e Ugo Procacci a atribuíram a Jacopo del Sellaio ou sua escola. A atribuição a Perugino foi discutida pela primeira vez em 1959 em uma conferência por Federico Zeri. Anna Padoa Rizzo concorda, mas Jean K. Cadogan atribui a Domenico Ghirlandaio.